# Uli Behringer
Uli Behringer (* 13. April 1961 im Bezirk Baden (Aargau)) ist ein Schweizer Musiker, Toningenieur und Unternehmer. Er ist Gründer und Geschäftsführer des Tontechnikherstellers Behringer.

## Kindheit und Jugend
Behringers Vater war Kirchenorganist und Nuklearphysiker, seine Mutter Pianistin und Dolmetscherin, sein Onkel Kompositions-Professor am Richard-Strauss-Konservatorium in München und seine Tante klassische Sängerin und Pianistin. Mit vier Jahren lernte er Klavier. Als er fünf Jahre alt war, baute sein Vater eine eigene Pfeifenorgel mit über 1000 Pfeifen und integrierte diese in das Familienheim. Er hatte die Orgel 1965 aus einem Kirchenabbruch erstanden und war der erste, der eine elektronisch gesteuerte Pfeifen-Orgel baute. Zu dieser Zeit wurden alle Orgeln pneumatisch oder mechanisch gesteuert, und die Manual-Verkopplungen erfolgten mechanisch. Mit 16 baute Behringer einen Synthesizer – den UB1, 1978 das erste digitale Nachhallgerät.

## Ausbildung, Entwicklung und Firmengründung
1982 bestand Behringer die Aufnahmeprüfung an der Fachhochschule Düsseldorf zum Toningenieur, was mit einem Klavierstudium am Robert-Schumann-Institut verbunden war. Seinen Unterhalt verdiente er mit Klavierspielen, teilweise in Hotels. Behringer wollte ein eigenes Tonstudio haben, doch da professionelle Aufnahmetechnik damals sehr teuer war, begann er eigene Geräte zu bauen. Er begann, seine Wohnung in eine Produktionsstätte umzubauen. 1987 erhielten Behringer und ein Freund einen Produktionsauftrag vom Musikhaus Spiecker & Pulch in Ratingen. Die entwickelten Geräte wurden unter dem Namen Greenfield vertrieben und verschafften Behringer die finanziellen Mittel für den eigenen Unternehmensstart. Er wollte nach eigenen Angaben für Musiker Geräte erschwinglich machen, damit sie ihr Talent ausschöpfen können. Dies bezeichnet er weiterhin als seine Firmenphilosophie. 1989 präsentierte er zum ersten Mal Geräte der Firma Behringer auf der Musikmesse Frankfurt.
Die ersten Geräte waren ein Exciter (Klangverbesserungsgerät), ein Denoiser (Rauschunterdrückungssystem) und ein Kompressor. Kurz danach folgte der erfolgreiche Kompressor Composer, der bis heute über 500.000 Mal verkauft wurde.